# William Louis Dickinson

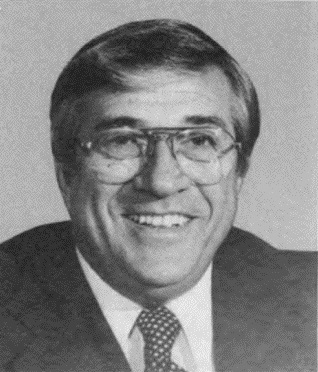
William Louis Dickinson (1985)

William Louis „Bill“ Dickinson (* 5. Juni 1925 in Opelika, Alabama; † 31. März 2008 in Montgomery, Alabama) war ein US-amerikanischer Rechtsanwalt, Richter und Politiker (Republikanische Partei).

## Werdegang
William Louis Dickinson besuchte die öffentliche Schule in Opelika. Dann diente er zwischen 1943 und 1946 in der US-Navy und bekleidete später den Dienstgrad eines Majors im Air Force Reserve Command (AFRC). Dickinson graduierte 1950 an der juristischen Fakultät der University of Alabama mit einem Juris Doctor. Seine Zulassung als Anwalt bekam er im gleichen Jahr und fing dann in Opelika an zu praktizieren. Er war zwischen 1952 und 1954 Richter in Opelika, danach zwischen 1954 und 1958 Richter am Court of Common Pleas und Jugendgericht (Juvenile Court) in Lee County und zuletzt zwischen 1958 und 1962 Amtsrichter am 5. Gerichtsbezirk von Alabama. Ferner war er zwischen 1962 und 1964 stellvertretender Vizepräsident der Southern Railway System.
Dickinson war zwischen 1954 und 1962 Mitglied in Opelika Board of Education und 1961 dessen Präsident. Darüber hinaus war er zwischen 1960 und 1962 einer der Mitbegründer im Verwaltungsrats des Lee County Rehabilitation Centers. Danach war er 1963 ein Mitglied im Governor’s Industrial Development Committee of One Hundred. Dickinson nahm in den Jahren 1964, 1966, 1968 und 1970 als Delegierter an den State Republican Conventions teil sowie 1968 an der Republican National Convention. Er wurde in den 89. US-Kongress gewählt und in die dreizehn nachfolgenden US-Kongresse wiedergewählt. Dickinson entschied sich 1992 gegen eine Kandidatur für den 103. US-Kongress. Er war im US-Repräsentantenhaus vom 3. März 1965 bis zum 3. Januar 1993 tätig.